# Progreso (Panama)
Pour les articles homonymes, voir Progreso.
Progreso est un corregimiento situé dans le district de Barú, province de Chiriquí, au Panama. En 2010, la localité comptait 1 040 habitants.